# متحف طلميثة
متحف طلميثة في بلدة طلميثة أو بتوليمايس التاريخية في الجبل الأخضر، ليبيا.

## تاريخ
مبنى المتحف كان في الأساس مخزنا لميناء طلميثة في فترة الحكم الإيطالي، ثم استعمل متحفًا قبل الحرب العالمية الثانية ثم أعيد افتتاحه في العام 1952 . وحسب رئيس بعثة الحفريات البولندية في طلميثة فترجع أهمية موقع طلميثة كونه يمثل «أثر رحلة الإنسانية عامة».
رغم قيمة القطع الأثرية المعروضة في المتحف إلا أنه يعاني من تكدس القطع داخل المخازن إضافة لضعف التهوية ووجود مشاكل أخرى أخطرها السرقات التي تعرض إليها خصوصا عامي 1989 و2005.
زار المتحف في العام 2007 نحو 10.000 سائح معظمهم من الاتحاد الأوروبي والولايات المتحدة.

## محتويات
رغم كونه صغير المساحة، إلا أنه يحتوي مجموعة من القطع الأثرية النادرة تقدر بنحو 150 قطعة، بينها مرسوم يعود للعام 301 ميلادي، نُقش باللغة اللاتينية أصدره الإمبراطور دقلديانوس يحدد أسعار السلع والبضائع في للإمبراطورية.
كما يضم المتحف مجموعة مميزة من التماثيل بينها تمثال للإله ديونسيوس إله الخمر عثر عليه بقصر الأعمدة في بطولوميس، وفقد رأسه بعد الحرب العالمية الثانية، وتمثال لآلهة الحكمة الليبية القديمة ميدوسا، وتمثال لديانا آلهة الصيد عند الرومان وتمثال للملكة كليوبترا الأولى زوجة بطليموس الخامس.